# Évry (Essonne)
Évry era una comuna francesa situada en el departamento de Essonne, de la región de Isla de Francia. El 1 de enero de 2019, fusionó con Courcouronnes para formar la comuna nueva de Évry-Courcouronnes.
En francés, sus habitantes se llaman Évryens.

## Geografía
Se encuentra a orillas del Sena. La ciudad forma parte del área metropolitana de París, con la que está conectada por ferrocarril suburbano (RER D) y red de autobuses. Le sirven las autopistas A6 (radial) y N104 (circular, llamada Francilienne).

## Demografía
| 600 | 892 | 530 | 619 | 518 | 572 | 600 | 590 | 883 | 1 195 | 996 | 825 | 957 | 927 | 1 293 | 1 273 | 1 231 | 1 131 | 1 269 | 1 338 | 1 136 | 1 146 | 1 194 | 1 222 | 1 045 | 1 274 | 1 879 | 4 909 | 7 113 | 15 354 | 29 471 | 45 531 | 49 437 | 52 802 | 54 663 |
| Para los censos de 1962 a 1999 la población legal corresponde a la población sin duplicidades (Fuente: INSEE [Consultar]) |     |     |     |     |     |     |     |     |       |     |     |     |     |       |       |       |       |       |       |       |       |       |       |       |       |       |       |       |        |        |        |        |        |        |

## Administración y política
En el referendo sobre la Constitución Europea ganó el no con un 54,67% de los votos.
Algunos resultados electorales recientes (primeras vueltas del sistema francés):
| Extrema izquierda | Dos listas de izquierda (socialistas, comunistas y otros) | Ecologistas | Dos listas de la derecha tradicional | Frente Nacional | Extrema derecha |
| ----------------- | --------------------------------------------------------- | ----------- | ------------------------------------ | --------------- | --------------- |
| 4,2%              | 41,2%                                                     | 2,9%        | 37,4%                                | 13,0%           | 1,3%            |

## Economía
Según el censo de 1999, la distribución de la población activa por sectores era:
| agricultura | industria | construcción | servicios |
| ----------- | --------- | ------------ | --------- |
| 0,3%        | 10,6%     | 4,1%         | 84,9%     |

## Educación
- École nationale supérieure d'informatique pour l'industrie et l'entreprise
- Institut Mines-Télécom Business School
- Universidad d'Évry-Val-d'Essonne

## Historia
La ciudad ha tenido diferentes nombres a lo largo de su historia. Los romanos la llamaron Eburiacos, por el cabecilla local Eburos. Más tarde cambiarían el nombre por Apriacum. En el siglo XI era Auriacum. Desde 1196 se conoció como Evriacum. Every –también escrito Aivry y Esvry- aparece en 1326, y cambia en 1376 a Evry-sur-Seine (para distingirla de otro lugar del mismo nombre cercano a Melun).
En 1880, la comuna se dividía en dos partes: el Grand-Bourg y el Petit-Bourg. Esta denominaciones provenían de Bout-le-Grand o Grand-Bout que, a su vez, derivaban del topónimo celta Gaulbot, cuyo significado original era bosque profundo. En 1881 el nombre del municipio cambió a Évry-Petit-Bourg. 
Petit-Bourg experimentó durante el siglo XIX una importante actividad industrial. Inicialmente, se basaba en la extracción de piedra para la construcción, sobre todo para la parte sur de París. Esta actividad fue decayendo progresivamente. Sin embargo las figuras más importantes del desarrollo económico de Évry en el periodo son Armand Decauville y su hijo Paul. Armand se instaló hacia 1850 en Petit-Bourg como agricultor de remolacha y trigo. Debido a los problemas de transporte, optó por destilar él mismo la remolacha, para lo cual hubo de construir su propia maquinaria. Finalmente, su industria de calderería llegaría a suministrar a numerosos destiladores de la región. Su hijo Paul hizo cambiar el nombre de la ciudad a Évry-Petit-Bourg, de forma que se incorporaba el nombre de su fábrica al de la ciudad. Además diversificó la producción hacia material de transporte, en un principio de remolacha, pero a inicios del siglo XX ya fabricaba locomotoras y vagones de viajeros. Asimismo desarrolló una política social con seguros de accidentes, cooperativas y alojamientos sociales. 
Durante la Segunda Guerra Mundial, el castillo de Petit-Bourg fue ocupado por los alemanes, que lo incendiaron en 1944, justo antes de la liberación de la villa por los ejércitos del General Patton. En su emplazamiento se construyó en los años 50 un gran edificio de viviendas.
Hasta 1955 Évry tenía un carácter rural y agrícola, con la presencia de tres grandes explotaciones agrícolas: la de Petit-Bourg, la de Bras de Fer y la de Mousseau. En 1956, el Consejo Municipal decidió suprimir del nombre Petit-Bourg de cara a la creación de la Ville Nouvelle, aunque el uso del antiguo topónimo perduró durante la siguiente década.
El 20 de mayo de 1965, se decide la creación de villes nouvelles (ciudades nuevas) alrededor de París, para descongestionar la capital proporcionando empleos y servicios a los suburbios. El 12 de abril de 1969 se crea la Ville Nouvelle de Èvry, esta vez con ese solo nombre. La prefectura se inaugura en 1971, y durante los años 70 van poblándose los nuevos barrios residenciales (Champs Elysées, Aguado, Pyramides, Passages). En 2001 el Syndicat d’Agglomération Nouvelle d’Évry pasó a ser communauté d’agglomération, con lo que acabó el proceso de creación de la ciudad nueva. Dentro de este proceso de modificación administrativa, en el que se creó el departamento de Essonne, Évry pasó a ser sede episcopal, por lo que en 1995 se inauguró su catedral, obra del arquitecto Mario Botta.

## Hermanamientos
- Troisdorf (Alemania)
- Kayes (Malí)
- Estelí (Nicaragua)
- Jan Yunis (Territorios Palestinos)
- Bexley (Reino Unido)